# Вилия (Тернопольская область)
Вилия (укр. Вілія) — село в Шумской городской общине Кременецкого района Тернопольской области Украины.
До 2020 года входило в Шумский район.
Население по переписи 2001 года составляло 615 человек. Почтовый индекс — 47150. Телефонный код — 3558.